# Indicium
Niektóre z zamieszczonych tu informacji od 2018-03 wymagają weryfikacji.
 Po wyeliminowaniu niedoskonałości należy usunąć szablon [[Szablon:Dopracować|]] z tego artykułu.
Indicium – zespół z pogranicza nurtu muzyki metalowej i progresywnego rocka pochodzący z Poznania. Powstał w roku 1990 w Kożuchowie, przez wiele lat działał w Poznaniu. W 2008 roku przekształcony w grupę Aneke. Nazwa zespołu pochodzi z łac., gdzie indicium oznacza doniesienie, podanie, zeznanie.

## Historia zespołu
Zespół powstał na początku lat dziewięćdziesiątych. Zmieniała się przez ten czas muzyka oraz skład personalny zespołu. Pierwszy skład tworzyli:
- Ireneusz Bąk - gitara basowa,
- Jacek Nowakowski - śpiew i perkusja,
- Krzysztof Drogoś - gitara.

Zmiany w składzie zespołu zaowocowały wydaniem demo w 1995 roku. Skład od roku 1994 to:
- Ireneusz Bąk - gitara basowa,
- Jacek Nowakowski - śpiew,
- Bernard Hałub - perkusja,
- Michał Osuch - gitara.

Niebawem do składu dołączył Tomek Bezulski, a odszedł Jacek 'Angus' Nowakowski. W roku 1996 powstało demo „Nobody Sees...”, natomiast „Lost Children” (w 1999 roku) powstała już we współpracy z Krzysztof Guzowski, z którym w tym czasie zespół wystąpił w półfinale drugiej edycji programu „Idol”. Pierwsza płyta „Innocent Dreams” została wydana w 2002 roku.
Kolejne lata przyniosły znowu poważne zmiany w składzie, który wyglądał następująco:
- Michał Osuch – gitara,
- Tomasz Bezulski – gitara,
- Artur Lutyński – perkusja,
- Aleksander Patan – gitara basowa,
- Anna Spławska – śpiew.

3 stycznia 2005 ukazała się płyta zespołu – „Colours Of Life”. Premierowy materiał, wydawnictwo absolutnie niezależne, trwające 46 minut i zawierające 10 utworów. Zespół po wydaniu płyty zawiesza swoją działalność. Powraca wraz z wymianą składu w kwietniu 2005. Wówczas to zespół udanie koncertuje na ziemi lubuskiej i w Wielkopolsce. Październik 2006 to koncerty we Wrocławiu i Poznaniu przed Closterkeller i Artrosis.
Początek roku 2007 przynosi kolejne zmiany personalne, zespół rozstaje się z wokalistą Krzysztofem Guzowskim. W marcu 2007 na przesłuchaniach pojawia się Ania Spławska i zostaje nową wokalistką zespołu. Po niespełna miesiącu zespół rejestruje 3 utwory na „Demo 2007”, a niecałe 2 miesiące od momentu pojawienia się Ani jest gotowy by ruszyć na koncerty.
Pełnometrażowa sesja nagraniowa z nową wokalistką planowana była na początek grudnia 2007.

## Dyskografia

### Albumy demo
- Indicium (1995, MC)[1]
- Nobody Sees... (1996, MC)[2]
- Lost Children (1998, MC)[3]
- Promo 2000 (2000)
- Promo 2002 (2002)
- Innocent Dreams (2002)[4]
- Demo 2007 (2007)

### Albumy
- Colours Of Life (2005, MC)[5]
- MMXV (2015, CD)[6]

### Kompilacje
- Doom.Metal.PL Compilation (2003, CD)[7]
- Chariots Arrive Again (2003, CD)

## Nagrody zdobyte przez zespół
- Spring Rock Festival 2005 – Nowa Sól – I nagroda
- Rockowisko – Świdnica k. Zielonej Góry – III nagroda